# Wapen van Nijefurd

Het wapen van Nijefurd

Het wapen van Nijefurd werd op 26 maart 1984 per Koninklijk Besluit aan de toenmalige Friese gemeente Nijefurd toegekend. De gemeente is in 1984 als fusiegemeente ontstaan.
Op 1 januari 2011 is de gemeente Nijefurd opgegaan in de gemeente Súdwest-Fryslân waardoor het wapen niet langer officieel in gebruik is.

## Geschiedenis
Het hoofdschild is het wapen van het land van Stavoren, waarvan de kleuren (boven goud en onder rood) ook van het wapen van Stavoren zijn overgenomen. In het hartschild staan drie muurkronen, als symbolen voor de drie steden die voor 1984 als zelfstandige gemeenten nog elk hun eigen vlag en wapen hadden: dit zijn Workum, Hindeloopen en Stavoren. De kleuren van het hartschild (groen, blauw, zwart) zijn van het oude wapen van Hemelumer Oldeferd afkomstig (de gemeente Hemelumer Oldeferd omvatte in 1983 acht dorpen waarvan de hoofdplaats Koudum was).

## Blazoen
De officiële beschrijving, ook wel blazoenering genoemd, luidt als volgt: "Doorsneden van goud en keel; een hartschild in drieën doorsneden van sinopel, azuur en sabel met op elk gedeelte een muurkroon van 3 bastions van goud, gevoerd van keel. Het schild gedekt met een gouden kroon van 3 bladeren en 2x3 parels."
Het wapen is gedeeld, de bovenste helft is goud en de onderste is rood. Op het schild ligt nog een hartschild, dit is in drie gelijke delen gedeeld. Het bovenste is groen, het middelste blauw en het onderste zwart, op alle delen staat een muurkroon afgebeeld. Elke kroon heeft 3 bastions en de onderkanten zijn rood. Het wapen is gedekt door een gouden kroon van 3 bladeren en tussen de bladeren bevinden zich 2 keer 3 parels.

## Vergelijkbare wapens

Het wapen van Stavoren
Het wapen van Hemelumer Oldeferd

Aengwirden
· Baarderadeel
· Barradeel
· Het Bildt
· Bolsward
· Boornsterhem
· Dokkum
· Dongeradeel
· Doniawerstal
· Ferwerderadeel
· Franeker
· Franekeradeel
· Gaasterland
· Gaasterland-Sloten
· Haskerland
· Hemelumer Oldeferd
· Hennaarderadeel
· Hindeloopen
· Idaarderadeel
· IJlst
· Kollumerland en Nieuwkruisland
· Leeuwarderadeel 
· Lemsterland
· Littenseradeel
· Menaldumadeel
· Nijefurd
· Oostdongeradeel
· Rauwerderhem
· Schoterland
· Skarsterlân
· Sloten
· Sneek
· Stavoren
· Utingeradeel
· Westdongeradeel
· Wonseradeel
· Workum
· Wymbritseradeel